# Campionato F3 FIDAF 2014
L'F3 2014 è stata la 3ª edizione del campionato di flag football femminile organizzato dalla FIDAF. La stagione è iniziata il 4 maggio 2014 ed è terminata l'8 giugno 2014.

## Squadre partecipanti
| Club                | Città   |
| ------------------- | ------- |
| Black Matas Messina | Messina |
| Elephants Catania   | Catania |
| Lynx 65ers Arona    | Arona   |
| Morrigans Palermo   | Palermo |
| Panthers Parma      | Parma   |
| Ranzide Trieste     | Trieste |

### Gironi
| Girone Nord      | Girone Sud          |
| ---------------- | ------------------- |
| Lynx 65ers Arona | Black Matas Messina |
| Panthers Parma   | Elephants Catania   |
| Ranzide Trieste  | Morrigans Palermo   |

## Calendario

### 1ª giornata

#### Divisionale centro-sud
| Milazzo 4 maggio 2014, ore 10:30 | Black Matas Messina | 0 – 27 | Elephants Catania | Azienda Florovivaistica San Basilio |

| Milazzo 4 maggio 2014, ore 12:00 | Elephants Catania | 26 – 15 | Morrigans Palermo | Azienda Florovivaistica San Basilio |

| Milazzo 4 maggio 2014, ore 13:30 | Morrigans Palermo | 52 – 0 | Black Matas Messina | Azienda Florovivaistica San Basilio |

### 2ª giornata

#### Divisionale centro-nord
| Rivarolo 10 maggio 2014, ore 10:30 | Panthers Parma | 31 – 0 | Lynx 65ers Arona | USD Torrile |

| Rivarolo 10 maggio 2014, ore 11:30 | Ranzide Trieste | 7 – 14 | Panthers Parma | USD Torrile |

| Rivarolo 10 maggio 2014, ore 12:30 | Lynx 65ers Arona | 6 – 44 | Ranzide Trieste | USD Torrile |

| Rivarolo 10 maggio 2014, ore 15:00 | Lynx 65ers Arona | 7 – 39 | Panthers Parma | USD Torrile |

| Rivarolo 10 maggio 2014, ore 16:00 | Panthers Parma | 6 – 25 | Ranzide Trieste | USD Torrile |

| Rivarolo 10 maggio 2014, ore 17:00 | Ranzide Trieste | 56 – 0 | Lynx 65ers Arona | USD Torrile |

#### Divisionale centro-sud
| Palermo 11 maggio 2014, ore 11:00 | Morrigans Palermo | 51 – 0 | Black Matas Messina | Velodromo Paolo Borsellino |

| Palermo 11 maggio 2014, ore 12:15 | Elephants Catania | 6 – 27 | Morrigans Palermo | Velodromo Paolo Borsellino |

| Palermo 11 maggio 2014, ore 13:30 | Black Matas Messina | 0 – 39 | Elephants Catania | Velodromo Paolo Borsellino |

### 3ª giornata

#### Interdivisionali
| Principina Terra 7 giugno 2014, ore 9:00 | Ranzide Trieste | 57 – 0 | Black Matas Messina | Hotel Fattoria La Principina |

| Principina Terra 7 giugno 2014, ore 9:00 | Panthers Parma | 7 – 32 | Elephants Catania | Hotel Fattoria La Principina |

| Principina Terra 7 giugno 2014, ore 10:20 | Lynx 65ers Arona | 7 – 51 | Morrigans Palermo | Hotel Fattoria La Principina |

| Principina Terra 7 giugno 2014, ore 10:20 | Elephants Catania | 25 – 13 | Ranzide Trieste | Hotel Fattoria La Principina |

| Principina Terra 7 giugno 2014, ore 11:40 | Morrigans Palermo | 12 – 6 | Panthers Parma | Hotel Fattoria La Principina |

| Principina Terra 7 giugno 2014, ore 11:40 | Black Matas Messina | 6 – 26 | Lynx 65ers Arona | Hotel Fattoria La Principina |

| Principina Terra 7 giugno 2014, ore 15:00 | Ranzide Trieste | 26 – 20 | Morrigans Palermo | Hotel Fattoria La Principina |

| Principina Terra 7 giugno 2014, ore 15:00 | Panthers Parma | 60 – 0 | Black Matas Messina | Hotel Fattoria La Principina |

| Principina Terra 7 giugno 2014, ore 16:20 | Lynx 65ers Arona | 0 – 32 | Elephants Catania | Hotel Fattoria La Principina |

| Principina Terra 7 giugno 2014, ore 16:20 | Black Matas Messina | 0 – 33 | Ranzide Trieste | Hotel Fattoria La Principina |

| Principina Terra 7 giugno 2014, ore 17:40 | Elephants Catania | 19 – 6 | Panthers Parma | Hotel Fattoria La Principina |

| Principina Terra 7 giugno 2014, ore 17:40 | Morrigans Palermo | 25 – 6 | Lynx 65ers Arona | Hotel Fattoria La Principina |

| Principina Terra 8 giugno 2014, ore 9:00 | Ranzide Trieste | 21 – 6 | Elephants Catania | Hotel Fattoria La Principina |

| Principina Terra 8 giugno 2014, ore 9:00 | Panthers Parma | 26 – 13 | Morrigans Palermo | Hotel Fattoria La Principina |

| Principina Terra 8 giugno 2014, ore 10:20 | Lynx 65ers Arona | 13 – 0 | Black Matas Messina | Hotel Fattoria La Principina |

| Principina Terra 8 giugno 2014, ore 10:20 | Morrigans Palermo | 20 – 7 | Ranzide Trieste | Hotel Fattoria La Principina |

| Principina Terra 8 giugno 2014, ore 11:40 | Black Matas Messina | 0 – 27 | Panthers Parma | Hotel Fattoria La Principina |

| Principina Terra 8 giugno 2014, ore 11:40 | Elephants Catania | 14 – 0 | Lynx 65ers Arona | Hotel Fattoria La Principina |

### Classifica della regular season
La classifica della regular season è la seguente:
- PCT = percentuale di vittorie, G = partite giocate, V = partite vinte, P = partite perse, PF = punti fatti, PS = punti subiti
- La qualificazione diretta alla finale è indicata in giallo

| Pos. | Squadra             | PCT  | G  | V | P  | PF  | PS  |
| ---- | ------------------- | ---- | -- | - | -- | --- | --- |
| 1    | Elephants Catania   | .800 | 10 | 8 | 2  | 226 | 89  |
| 2    | Morrigans Palermo   | .700 | 10 | 7 | 3  | 286 | 110 |
| 3    | Ranzide Trieste     | .700 | 10 | 7 | 3  | 289 | 97  |
| 4    | Panthers Parma      | .600 | 10 | 6 | 4  | 222 | 115 |
| 5    | Lynx 65ers Arona    | .200 | 10 | 2 | 8  | 65  | 298 |
| 6    | Black Matas Messina | .000 | 10 | 0 | 10 | 6   | 385 |

### Finale
| Principina Terra 8 giugno 2014, ore 13:30 | Elephants Catania | 18 – 7 | Morrigans Palermo | Hotel Fattoria La Principina |

## Campione d'Italia
| Campione d'Italia 2014 Elephants Catania (1º titolo) |